# Paroedura androyensis
Paroedura androyensis, también conocido como gecko terrestre aterciopelado, es una especie de geco del género Paroedura, familia Gekkonidae, orden Squamata. Fue descrita científicamente por Grandidier en 1867.

## Descripción
Mide 7 centímetros de longitud. Es de color marrón grisáceo.

## Distribución y hábitat
Se distribuye por Madagascar. Habita en la hojarasca y árboles.